# Umgebung des Bärenschlössle
Die Umgebung des Bärenschlössle ist ein vom Landratsamt Freudenstadt am 2. September 1954 durch Verordnung ausgewiesenes Landschaftsschutzgebiet auf dem Gebiet der Stadt Freudenstadt im Landkreis Freudenstadt.
Das 5,4 Hektar große Landschaftsschutzgebiet Umgebung des Bärenschlössle liegt im Christophstal westlich der Kernstadt. Es gehört zum Naturraum Grindenschwarzwald und Enzhöhen und zum Naturpark Schwarzwald Mitte/Nord. Das Gebiet wurde insbesondere wegen seiner Eigenschaft als bekannter Aussichtspunkt unter Landschaftsschutz gestellt. Um das Hofgut Bärenschlössle befinden sich im Wesentlichen Wiesen, Weiden, einzelne Obstbäume und ein großer Teich.